# Mehmet Gürs
Mehmet Gürs, (ur. 13 grudnia 1969 w Tammisaari) – turecki szef kuchni.

## Życiorys
Pochodzi z mieszanej rodziny (ojciec Turek, matka pochodzenia fińsko-szwedzkiego). Dzieciństwo spędził w Sztokholmie, a następnie przeniósł się wraz z rodziną do Stambułu. Przez 8 lat kształcił się w zakresie sztuki kulinarnej w Stanach Zjednoczonych. Ukończył studia z zakresu Hotel, Restaurant and Institutional Management na Johnson & Wales University w Providence.
W połowie lat 90. powrócił do Turcji i otworzył swoją pierwszą restaurację o nazwie Downtown. W 2001 otworzył w Stambule restaurację Lokanta, a następnie Mikla. Ta ostatnia jest jedną z najbardziej wykwintnych restauracji Stambułu, specjalizuje się w kuchni osmańskiej. Jako ekspert kulinarny występuje w programach telewizyjnych. W 2004 prowadził program Lokanta'dan Eve, emitowany przez stację NTV.
W życiu prywatnym jest żonaty, ma syna o imieniu Bora.